# Coptocercus walkeri
Coptocercus walkeri là một loài bọ cánh cứng trong họ Cerambycidae.